# Response-to-Intervention-Ansatz
Die Entwicklung des amerikanischen Response-to-Intervention-Ansatzes (RTI) wird je nach Autoren in den 1960er oder 1980er Jahre verortet. Seitdem ist er in den USA kontinuierlich bedeutender geworden und stellt heutzutage in über der Hälfte aller Bundesstaaten das Rahmenkonzept für Inklusion und Prävention von Lernschwierigkeiten und Verhaltensstörungen dar. Seit dem Beginn des Inklusionsdiskurses wird der RTI-Ansatz jedoch auch im deutschsprachigen Raum vermehrt diskutiert und in Form des Rügener Inklusionsmodells auch seit dem Schuljahr 2010/2011 empirisch erprobt. 
Bei dem US-amerikanischen Ansatz handelt es sich um ein inklusives Konzept der datenbasierten und gestuften Prävention und Förderung sonderpädagogischer Förderbedarfe sowie einer alternativen Feststellung von Lern- und Entwicklungsbeeinträchtigungen. Ziel ist dabei die Unterrichtsgestaltung so an die Fähigkeiten der Kinder anzupassen, dass jeder Schüler bestmöglich davon profitiert. Durch die Förderung aller Schüler sollen Lern- und Verhaltensprobleme frühzeitig erkannt und im besten Fall verhindert werden können. Dabei wird die Reaktion (Response) der Kinder auf die jeweilige Maßnahme (Intervention) anhand schulischer Leistungsentwicklung gemessen. Der Ansatz stellt hierfür jedoch lediglich die Rahmenrichtlinien mit vorgeschriebenen Kernelementen bereit, die in Form vielfältiger Modelle ausgefüllt werden. Die Kernelemente bestehen dabei aus unterschiedlich intensiven und spezifischen Förderungsstufen (Mehrebenenprävention), die auf datengeleiteten Förderentscheidungen aufgrund regelmäßiger Screenings und Lernverlaufsdokumentationen (Lernverlaufsdiagnostik, progress monitoring) basieren und in Form von evidenzbasierten Unterrichtsmethoden und -programmen (evidenzbasierte Praxis) sowie einer systematischen multiprofessionellen Kooperation so lange optimiert werden, bis wieder Lernfortschritte zu beobachten sind.

## Etikettierungsansatz
Der Response-to-Intervention-Ansatz ist eng verbunden mit dem Etikettierungsansatz (englisch: labeling theory), der Kategorisierung als dynamisch in der Interaktion stattfindend definiert. Eine Kategorie wie (Lern-)Behinderung ist somit nicht als statisch anzusehen, sondern als das Ergebnis eines dynamischen Aushandlungsprozesses sozialer Interaktion. Für die Kategorisierung braucht es dementsprechend nicht nur eine individuelle Disposition, sondern vor allem die Mechanismen sozialer Etikettierung. RTI bietet für die hierdurch entstehenden Probleme Lösungsvorschläge.
Bezüglich der Kategorie Behinderung gilt, dass sie den Zweck hat, „benachteiligten Menschen Unterstützung zukommen zu lassen“. Neben dem positiven Effekt der Ressourcenbeschaffung führt Etikettierung jedoch auch zu Negativfolgen. Sie festigt selbsterfüllende Prophezeiungen und beeinflusst die Wahrnehmung anderer, was sich in der kategorisierten Person spiegelt und einen Rollen-Druck auf sie ausübt und somit auf ihr Selbstbild einwirkt, sodass mitunter erst durch die Kategorisierung bestimmte abweichende Merkmale entstehen. Dieser Negativkreislauf ist insbesondere in Verbindung mit Stigmatisierungen zu beachten. Kategorien sind häufig mit Stigmatisierungen verbunden und führen nicht nur zu Klassifikation, sondern auch zu Abgrenzung und im letzten Schritt zu Ausgrenzung, die gravierende Folgen für die Selbstwahrnehmung und das Selbstwertgefühl hat. Etikettierungen durch öffentliche Institutionen, wie die Schule sie in Form von Förderbedarfen vornimmt, führen zu einem besonders starken Rollen-Druck und zu einer diskriminierenden Stigmatisierung bis hin zu einer Aussonderung im Fall des Schulwechsels auf eine Förderschule. Gleichzeitig bieten Kategorien nur eine grobe Orientierung für die individuelle pädagogische Förderung. Aus diesen Gründen fordern Inklusionsbefürworter eine Dekategorisierung bezüglich der verschiedenen Förderbedarfe.
Momentan scheitern diese Versuche jedoch aufgrund der an sie gebundenen Förderungsressourcen. Das entsprechende Etikettierungs-Ressourcen-Dilemma besagt, dass nur als förderbedürftig etikettierte Kinder auch die entsprechenden sonderpädagogischen Ressourcen erhalten. Die notwendige Förderung kann nur durch zusätzliche Ressourcen angeboten werden, doch die dafür benötigte Kategorisierung führt gleichzeitig zu einer Stigmatisierung und Benachteiligung. Zusätzlich findet sich in vielen Schulsystemen das wait-to-fail-Problem. Dies besagt, dass sonderpädagogische Ressourcen erst freigegeben werden, wenn die Probleme derart ausufern, dass sie die Belastungsgrenze der Fachlehrkraft überschreiten und eindeutig diagnostiziert und klassifiziert werden können.

## Der Response-to-Intervention-Ansatz (USA)

### Entwicklung
Zwischen den 1960er und 1980er Jahren begann in den USA die Entwicklung des Response-to-Intervention-Ansatzes (RTI), der bezüglich leichter Lernrückstände Prävention sowie frühe Intervention verspricht. Seitdem hat er im wissenschaftlichen Diskurs der USA sowie in der dortigen Praxis eine beträchtliche Verbreitung erfahren. Gesetzlich verankert wurde RTI in den USA 2001 im Rahmen des No Child Left Behind Act sowie 2004 durch den Individuals with Disabilities Education Act. Neben den USA setzen mittlerweile auch Kanada, Australien und Neuseeland RTI als handlungsleitendes Rahmenmodell einer inklusiven Beschulung ein.

### Der Ansatz
Der Responset-to-Intervention-Ansatz bietet eine pragmatische Antwort auf das oben beschriebene wait-to-fail-Problem, in dem es auf curriculumbasierten Messungen (CBM) datengeleitete Förderentscheidungen trifft, die mittels evidenzbasierter Methoden zu einer Mehrebenen-Prävention und -Förderung verbunden werden. Anstelle einer Segregation lernauffälliger Schüler erfolgt eine schrittweise Optimierung und Anpassung der Förderung innerhalb der Regelschule. Diese basiert auf der kontinuierlichen und differenzierten Beobachtung jedes Schülers in Form von Tests, die die Reaktion (Response) des Kindes auf die entsprechende unterrichtliche Maßnahme (Intervention) widerspiegeln. Die drei Eckpfeiler des Ansatzes – kontinuierliche Diagnostik, Prävention und die dreistufige Förderung – werden im Folgenden genauer dargestellt.

#### Diagnostik
Die beständige Diagnostik beinhaltet zwei bis drei Screeningverfahren innerhalb eines Schuljahres, die als Bestandteil der Förderstufe 1 mit allen Kindern durchgeführt werden, um frühzeitig mögliche Entwicklungsrisiken auszumachen. Bei den hier auffälligen Schülern werden im Rahmen der Förderstufe 2 Leistungen und Schwierigkeiten differenziert und qualitativ ermittelt. Zusätzlich wird die schulische Entwicklung aller Schüler auf Förderstufe 1 mithilfe monatlicher curriculumbasierter Messungen im Rahmen eines progress monitoring verfolgt. Auf Förderstufe 2 und 3 werden diese auf wöchentliche Messungen im Rahmen einer Lernfortschrittsdokumentation ausgeweitet, die Aussagen über die Wirksamkeit der Unterrichts- und Fördermethoden bieten sollen. Curriculumbasierte Messungen sind Tests, bei denen die Schüler innerhalb einer vorgegebenen Zeit möglichst viele Aufgaben eines Kompetenzbereichs lösen sollen.

#### Prävention
Im RTI-Ansatz setzt die Förderung im Gegensatz zum wait-to-fail-Prinzip so früh wie möglich ein. Neben der individuellen und effektiven Optimierung der sonderpädagogischen Förderung sollen frühzeitige Diagnostik und eine gute Prävention dazu führen, dass sonderpädagogische Förderbedarfe gar nicht erst entstehen.

#### Gestufte Förderung
Die gestufte Förderung, die ein effektives sonderpädagogisches Intervenieren ermöglichen soll, besteht normalerweise aus 3 Ebenen, die sich bezüglich der Intensität und Spezifität der Maßnahmen, dem Individualisierungsgrad und den damit verbundenen diagnostischen Methoden unterscheiden. Die Intensität nimmt dabei in der Frequenz, der Dauer, kleineren Gruppengrößen und der Qualifikation des Personals von Förderebene zu Förderebene zu.
Alle drei Förderstufen finden in der Regelschule statt, Förderstufe 1 im Klassenverband, 2 in Kleingruppen und 3 in Einzelsitzungen. Die Einteilung ist flexibel und zeitlich begrenzt, wodurch eine Etikettierung aufgrund der Vergabe eines Förderbedarfs entfällt. Ein Schüler erhält anstelle einer starren Zuordnung eine bedarfsgerecht angepasste und flexible Förderung, solange wie er dies benötigt und sich die Förderung als effektiv beweist.
Beim Wechsel zwischen den Ebenen wird zwischen zwei Vorgehensweisen unterschieden: dem standard protocol und dem problem-solving-Ansatz. Beim standard protocol führen zuvor festgelegte diagnostische Kriterien bei allen Kindern mit ähnlichen Bedarfsausprägungen zu konkreten, ebenfalls zuvor festgelegten Fördermaßnahmen. Beim problem-solving-Ansatz hingegen trifft eine Konferenz von Lehrkräften, Schulleitung, Eltern und externen Experten, basierend auf zuvor ermittelten Leistungs- und Entwicklungsdaten, die Entscheidung über einen Ebenenwechsel und entwickelt einen individuellen Förderplan. Bei beiden Varianten trägt die Lehrkraft durch ihr pädagogisches Handeln und ihre Art der Kommunikation mit der Klasse dazu bei, dass eine temporäre Förderung auf den beiden höheren Stufen nicht zu einer Stigmatisierung führt.

### Wirksamkeit
Im amerikanischen Raum ist die Wirksamkeit der einzelnen Komponenten ebenso wie der Response-to-Intervention-Ansatz im Ganzen in Form verschiedener Varianten empirisch belegt. Vor allem die Eckpfeiler des RTI, Prävention, CBM und evidenzbasierte, standardisierte Problemlösemodelle, haben sich als besonders wirksam herausgestellt.

## Das Rügener Inklusionsmodell (Deutschland)

### Entwicklung
Nachdem der Bundestag 2009 die UN-Behindertenrechtskonvention ratifizierte und in Form von schulrechtlichen Regelungen auf Länderebene eine Inklusionsbewegung in Gang setzte, wurden 2012 trotzdem noch über 80 % der behinderten Kinder in Sonder- oder Förderschulen unterrichtet. Eine mögliche Antwort auf die langsame Entwicklung sowie auf einige der entstandenen Probleme im Zusammenhang mit Inklusion fand man in dem in den USA erfolgreich implementierten Response-to-Intervention-Ansatz. Das Institut für Sonderpädagogische Entwicklungsförderung und Rehabilitation der Universität Rostock entwickelte hieraus ein deutsches Konzept der Prävention und Integration für die Förderschwerpunkte Lernen, emotional-soziale Entwicklung und Sprache in der Grundschule. Seit dem Schuljahr 2010/2011 setzt damit das sogenannte Rügener Inklusionsmodell (RIM) erstmals großflächig das US-amerikanische inklusive Beschulungskonzept des RTI um. Auf der Insel Rügen wird es seitdem in Kooperation mit den ansässigen Grund- und Förderschulen, dem Staatlichen Schulamt Greifswald sowie dem Bildungsministerium Mecklenburg-Vorpommern unter dem Namen „Präventive und Integrative Schule auf Rügen (PISaR)“ erprobt und weiterentwickelt. Die Grundlage bildet dabei genau wie beim RTI die Verbindung der Kernelemente Mehrebenenprävention sowie evidenzbasierte und datengeleitete Praxis.
Besondere Herausforderungen bei der Umsetzung in Deutschland waren dabei, neben den in Deutschland stark ausgeprägten wait-to-fail-Strukturen, die stark ausdifferenzierten Förderstrukturen, die nur wenig Kontaktpunkte zur systematischen Zusammenarbeit von Regelschul- und Sonderpädagogik zuließen. Weiterhin boten sich im deutschsprachigen Raum nur wenige Verfahren evidenzbasierter Lernfortschrittsdiagnostik sowie entsprechende Lern- und Förderkonzepte an.

### Das Modell
Das Rügener Inklusionsmodell ähnelt in der beständigen Diagnostik und der dreistufigen Förderung sehr dem Rahmenkonzept RTI. Die genaue Ausgestaltung des Modells wird im Folgenden bezüglich der beiden Hauptbereiche Diagnostik und Förderung ausführlicher dargestellt.

#### Diagnostik
Zentral für das Modell und seine frühzeitige Intervention und Prävention ist die Diagnostik, die sich auf Daten aus Screenings und curriculumbasierten Messungen stützt, bei denen die schwächsten 25 % der Schüler einer Altersstufe auf Förderebene 2 und die schwächsten 10 % auf Förderebene 3 unterstützt werden. Zusätzlich finden eine qualitative Diagnostik zum Verstehen der kindlichen Fähigkeiten und Arbeitsweisen sowie regelmäßige Unterrichtbeobachtungen und Arbeitsproben statt. Auf dieser Basis stimmen sich dann in regelmäßigen Fallberatungen alle beteiligten Pädagogen und bei Bedarf auch die Schulleitung, externe Experten sowie die betroffenen Eltern über inhaltliche und organisatorische Entscheidungen der Förderung ab. Damit entspricht das RIM einem Hybridmodell aus dem standard-protocol- und dem problem-solving-Ansatz.

#### Förderung
Das Rügener Inklusionsmodell differenziert zwischen den Förderbereichen Deutsch, Mathematik, Verhalten und Sprache. Jeder Bereich wird wie beim RTI auf 3 Förderebenen unterstützt. Die erste Ebene zeichnet sich dabei im Bereich Mathematik beispielsweise durch einen „hochwertigen Mathematikunterricht mit einem hohen Grad an Individualisierung“ aus. Deuten die Screeningverfahren, Lernverlaufsdiagnosen oder Unterrichtsbeobachtungen auf erste Schwierigkeiten in einem der Förderbereiche hin, wird das entsprechende Kind zusätzlich zeitweise auf Förderebene 2 unterstützt. Für die Förderung auf der zweiten Ebene ist immer noch die Klassenlehrkraft zuständig. Sie findet parallel und additiv zum Regelunterricht teilweise im Klassenverband, teilweise in Kleingruppen außerhalb des Klassenraumes statt. Fallen die Responses auf die hier stattfindenden Interventionen nicht positiv aus, folgt eine Förderung auf Ebene 3. Hierzu entwickeln die zuständigen Sonderpädagogen nach einer differenzierten, förderorientierten Individualdiagnostik bezüglich des Lern- und Entwicklungsvermögens des Kindes sowie weiterer Problemlagen einen individuell abgestimmten Förderplan, der nicht mehr von der Klassenlehrkraft, sondern einem Sonderpädagogen in Kleinstgruppen oder Einzelsitzungen durchgeführt wird. In Bezug auf den Förderbereich Mathematik können diese Unterstützungsmaßnahmen beispielsweise ein zusätzliches Aufmerksamkeitstraining beinhalten.
Schüler, die die allgemeinen Leistungsstandards der Grundschule trotz der Unterstützung auf allen drei Förderebenen nicht erreichen, werden beim RIM zieldifferent beschult. Teilweise kann auch eine Klassenwiederholung erfolgen, wenn die Förderung des Wiederholungsjahres auf dem Erlernen von Basiskompetenzen zum erfolgreichen Weiterlernen ausgerichtet ist.

### Wirksamkeit
In dem ersten dreijährigen Vergleichszeitraum des Rügener Inklusionsmodells konnten die positiven Effekte des amerikanischen RTI noch nicht repliziert werden, „dennoch deuten die Ergebnisse auf eine grundlegende gelingende inklusive Schulstruktur hin“ Zum Ende des dritten Projektjahres zeigten sowohl die Schüler auf Rügen als auch die Kontrollgruppe aus Stralsund durchschnittliche Werte bezüglich der schulischen Leistung und ihrer emotional-sozialen Entwicklung. In den Förderbereichen Mathematik und Lesen erzielten die Kinder in Stralsund signifikant bessere Ergebnisse mit kleinen Effektstärken, während die Rügener Kinder eine signifikant bessere emotional-soziale Entwicklung in Form von problemlösendem und prosozialem Verhalten erreichten, jedoch bei geringen bis zu vernachlässigenden Effektstärken. Das Klassenklima sowie die soziale Integration wurden auf Rügen ebenso signifikant besser eingeschätzt. 
Eine Zwischenstudie nach zwei Jahren Projektlaufzeit zeigte außerdem, dass die Exklusionsquote auf Rügen mit 1,8 % deutlich niedriger lag als die in Stralsund von 11,2 %. In diese Quote zählen die in 2010 eingeschulten Kinder, die am Ende der zweiten Klasse wiederholen mussten oder in eine Diagnoseförderklasse, eine Sprachheilgrundschulklasse oder eine Förderklasse für emotionale und soziale Entwicklung umgeschult wurden.
Die beteiligten Forscher beurteilen die Ergebnisse als „erwartungsgemäß“ für ein Pilotprojekt. Die Differenzen zwischen theoretischer Vorgabe und praktischer Umsetzung begründen sie in dem noch nicht ausgeschöpften Potenzial der verwendeten Konzepte, Materialien und Messverfahren und setzen deshalb in Zukunft auf eine verstärkte Fortbildung der beteiligten Lehrkräfte. Insgesamt bewerten sie das Praxisprojekt RIM jedoch als gelungen, denn „[t]rotz erhöhter pädagogischer Anforderungen durch die Beschulung einer Schülerschaft mit einem höheren Anteil von Kindern mit einem besonderen Förderbedarf und einem weitgehenden Verzicht auf Klassenwiederholungen funktionieren die Grundschulen auf Rügen so gut, dass im Mittelwert vertretbare Schulleistungen [...] erreicht werden“. Sie kommen damit zu dem Schluss, dass der Response-to-Intervention-Ansatz auch in Deutschland eine Alternative zur Gestaltung inklusiver Bildungsstrukturen bieten kann.